# Penn Relays 2022
Die Penn Relays 2022 waren eine Leichtathletik-Veranstaltung, die vom 28. bis zum 30. April 2022 im Franklin Field in Philadelphia, Pennsylvania stattfand. Sie waren Teil der World Athletics Continental Tour und zählten zu den Bronze-Meetings, der dritthöchsten Kategorie dieser Leichtathletik-Serie.

## Resultate

### Männer

#### 300 m
| Platz | Athlet                | Land | Zeit (s) |
| ----- | --------------------- | ---- | -------- |
| 1     | Chidi Okezie          | NGR  | 32,68    |
| 2     | Wil London            | USA  | 32,71    |
| 3     | Marqueze Washington   | USA  | 32,76    |
| 4     | Myles Pringle         | USA  | 32,82    |
| 5     | Devin Quinn           | USA  | 33,23    |
| 6     | Jan Michael Gutiérrez | PUR  | 33,56    |
| 7     | Tevin Richardson      | USA  | 33,61    |
| 8     | Rusheen McDonald      | JAM  | 33,76    |

#### 600 m
| Platz | Athlet          | Land | Zeit (min) |
| ----- | --------------- | ---- | ---------- |
| 1     | Alex Amankwah   | GHA  | 1:15,88    |
| 2     | Rajay Hamilton  | JAM  | 1:16,00    |
| 3     | Kameron Jones   | USA  | 1:16,47    |
| 4     | Robert Downs    | USA  | 1:16,61    |
| 5     | CJ Jones        | USA  | 1:16,63    |
| 6     | Hunter Woodhall | USA  | 1:20,64    |

#### 800 m
| Platz | Athlet                    | Land | Zeit (min) |
| ----- | ------------------------- | ---- | ---------- |
| 1     | Kyle Langford             | GBR  | 1:46,11    |
| 2     | Vince Crisp               | USA  | 1:46,32    |
| 3     | Josh Hoey                 | USA  | 1:47,36    |
| 4     | Drew Windle               | USA  | 1:48,30    |
| 5     | John Lewis                | USA  | 1:48,93    |
| 6     | Robert Ford               | USA  | 1:51,49    |
|       | Alex Amankwah (Pacemaker) | GHA  | DNF        |

#### Meile
| Platz | Athlet                    | Land | Zeit (min) |
| ----- | ------------------------- | ---- | ---------- |
| 1     | Callum Elson              | GBR  | 4:04,11    |
| 2     | Festus Lagat              | KEN  | 4:04,31    |
| 3     | Brandon Hontz             | USA  | 4:04,63    |
| 4     | Colin Schultz             | USA  | 4:05,02    |
| 5     | Robby Creese              | USA  | 4:05,81    |
| 6     | Alfredo Santana           | PUR  | 4:06,16    |
|       | Vincent Crisp (Pacemaker) | USA  | DNF        |

#### 110 m Hürden
| Platz | Athlet            | Land | Zeit (s) |
| ----- | ----------------- | ---- | -------- |
| 1     | Devon Allen       | USA  | 13,11    |
| 2     | Omar McLeod       | JAM  | 13,22    |
| 3     | Jaylan McConico   | USA  | 13,70    |
| 4     | Alex Al-Ameen     | NGR  | 14,01    |
| 5     | Nicholas Anderson | USA  | 14,07    |

Wind: 0,0 m/s

#### 3000 m Hindernis
| Platz                    | Athlet                 | Land | Zeit (min) |
| ------------------------ | ---------------------- | ---- | ---------- |
| 1                        | Isaac Updike           | USA  | 8:22,96    |
| 2                        | Michael Leet           | USA  | 8:24,22    |
| 3                        | Travis Mahoney         | USA  | 8:26,11    |
| 4                        | Ed Trippas             | AUS  | 8:30,25    |
| 5                        | Jordan Mann            | USA  | 8:31,21    |
| 6                        | Fitsum Seyoum          | ETH  | 8:32,35    |
| 7                        | Brandon Doughty        | USA  | 8:33,48    |
| 8                        | Nathan Mylenek         | USA  | 8:40,38    |
| 9                        | Aiden Tooker           | USA  | 8:43,34    |
|                          | Colin Daly (Pacemaker) | USA  | DNF        |
| Mason Ferlic (Pacemaker) | USA                    | DNF  |            |

### Frauen

#### 300 m
| Platz | Athletin       | Land | Zeit (s) |
| ----- | -------------- | ---- | -------- |
| 1     | Anavia Battle  | USA  | 36,70    |
| 2     | Nicole Yeargin | GBR  | 37,15    |
| 3     | Chloe Abbott   | USA  | 39,10    |

#### 600 m
| Platz | Athletin         | Land | Zeit (min) |
| ----- | ---------------- | ---- | ---------- |
| 1     | Athing Mu        | USA  | 1:22,74    |
| 2     | Natoya Goule     | JAM  | 1:24,09    |
| 3     | Nia Akins        | USA  | 1:25,14    |
| 4     | Sophia Gorriaran | USA  | 1:25,22    |
| 5     | Olivia Baker     | USA  | 1:25,28    |
| 6     | Ajeé Wilson      | USA  | 1:25,87    |
| 7     | Sadi Henderson   | USA  | 1:26,70    |
| 8     | Jazmine Fray     | USA  | 1:27,28    |

#### 800 m
| Platz | Athletin                    | Land | Zeit (min) |
| ----- | --------------------------- | ---- | ---------- |
| 1     | Sage Hurta                  | USA  | 1:59,76    |
| 2     | Juliette Whittaker          | USA  | 2:01,55    |
| 3     | Dani Aragon                 | USA  | 2:03,95    |
| 4     | Laurie Barton               | USA  | 2:03,97    |
| 5     | Madeleine Berkson           | USA  | 2:04,03    |
| 6     | Brenna Detra                | USA  | 2:04,90    |
| 7     | Maria Acosta                | PUR  | 2:08,45    |
|       | Madeline Kopp (Pacemakerin) | USA  | DNF        |

#### 1500 m
| Platz | Athlet                      | Land | Zeit (min) |
| ----- | --------------------------- | ---- | ---------- |
| 1     | Anna Camp Bennett           | USA  | 4:09,54    |
| 2     | Whittni Orton Morgan        | USA  | 4:09,64    |
| 3     | Georgie Hartigan            | IRL  | 4:09,87    |
| 4     | Charlene Lipsey             | USA  | 4:10,35    |
| 5     | Danae Rivers                | USA  | 4:11,55    |
| 6     | Madeleine Berkson           | USA  | 4:11,61    |
| 7     | Erin Teschuk                | CAN  | 4:13,71    |
| 8     | Claudia Saunders            | FRA  | 4:15,08    |
| 9     | Melissa Lodge               | USA  | 4:17,45    |
| 10    | Carmela Báez                | ESP  | 4:20,47    |
|       | Senna Ohlsson (Pacemakerin) | GBR  | DNF        |

#### 100 m Hürden
| Platz | Athlet              | Land | Zeit (s) |
| ----- | ------------------- | ---- | -------- |
| 1     | Sydney McLaughlin   | USA  | 12,75    |
| 2     | Mariam Abdul-Rashid | CAN  | 13,17    |
| 3     | Evonne Britton      | USA  | 13,23    |
| 4     | Amoi Brown          | JAM  | 13,26    |
| 5     | Deya Erickson       | IVB  | 14,45    |

Wind: 0,0 m/s

#### 3000 m Hindernis
| Platz         | Athletin           | Land | Zeit (min) |
| ------------- | ------------------ | ---- | ---------- |
| 1             | Carmen Graves      | USA  | 09:46,68   |
| 2             | Alicja Konieczek   | POL  | 09:46,74   |
| 3             | Corrine Fitzgerald | USA  | 10:12,85   |
| 4             | Rolanda Bell       | PAN  | 10:26,77   |
| 5             | Briar Brumley      | USA  | 10:34,99   |
| 6             | Lauren Cooper      | GBR  | 10:47,24   |
|               | Gemma Kersey       | GBR  | DNF        |
| Laurel Fisher | USA                | DNF  |            |